# Marta Johanovská
Marta Johanovská, roz. Krupičková (11. listopadu 1890 Mělník – 19. ledna 1964 Praha), byla první lékařkou v oboru sociální medicíny. Roku 1937 dosáhla ve státních službách jako první a poslední žena vůbec hodnosti "ministerský rada." Za německé okupace se podílela na zásobování parašutistů potravinami.

## Život

### Mládí a studia
Narodila se v rodině mělnického advokáta Václava Krupičky a jeho ženy Anežky jako prostřední ze tří dětí. Od svých 12 let vyrůstala jako sirotek, přesto vystudovala na dívčím gymnáziu Minerva, kde v roce 1910 maturovala. Během univerzitního studia navštívila také několik politických přednášek T. G. Masaryka. Roku 1913 se stala první ženou – předsedkyní  Svazu českoslovanského studenstva. Z této funkce vyplývalo také předsednictví Federace Českého studenstva vysokoškolského. Výrazně přispěla k uklidnění napjaté situace toho roku v Praze, kde došlo k demonstracím za zřízení druhé české univerzity v Brně. Po půl roce pak z funkce odstoupila, buď kvůli náročnému studiu medicíny anebo pro stížnosti studentů, že spolek je příliš zpolitizovaný. 

### Lékařkou
Ještě jako medička byla jmenována asistentkou sekundárního lékaře na klinice prof. Josefa Thomayera, ještě nedávno skeptického k angažmá žen v lékařství, kde nahrazovaly lékaře nasazené na frontách první světové války. Dne 19. února 1916 promovala na Lékařské fakultě Karlo-Ferdinandovy university (dnešní Univerzity Karlovy) v Praze. Po vzniku Československa v roce 1918 a návratu lékařů z fronty z nemocnice odešla a byla zaměstnána v ordinaci praktického lékaře. 

### Ministerstvo
Jako první žena v ČSR složila státní zkoušku pro výkon lékařské praxe ve státních službách. Díky tomu mohla dne 1. června 1920 nastoupit na ministerstvo veřejného zdravotnictví a tělesné výchovy jako koncipistka, a to do sociálně zdravotního oddělení, kde dostala na starost oblast sociální patologie pod vedením MUDr. Františka Hamzy. Ve svém oboru se pak celoživotně podílela na potírání civilizačních chorob (tuberkulóza, alkoholismus, oční infekce, kazivost zubů, venerické nemoci atd.). 
K jejím úkolům patřila také spolupráce s ČSČK a s Masarykovou ligou proti tuberkulose, v níž po 20 let zastávala přední funkce. Publikovala ve Věstníku Masarykovy ligy proti tuberkulose (1920–1929) a v časopisu Boj proti tuberkulose (1930–1950).
Podílela se rovněž na založení Masarykovy státní školy pro zdravotní a sociální péči,  která byla otevřena v březnu 1936. S platnosti od 1. července 1937 byla prezidentem Edvardem Benešem jmenována ministerským radou jako první žena. Hodnost neměla ženský ekvivalent.
Po skončení druhé světové války se podílela na obnově ČSČK a vydala publikaci Československý Červený kříž za míru a za války. V nově zvoleném dvanáctičlenném předsednictvu Masarykovy ligy proti tuberkulose byla jedinou ženou. V rámci reaktivace státních zaměstnankyň byla povolána zpět na ministerstvo zdravotnictví a tělesné výchovy a byla jí vrácena hodnost ministerský rada. Po změně režimu v únoru 1948 byla bez udání důvodu propuštěna a musela odejít do penze.   

### Za německé okupace
Za německé okupace byla blízkou spolupracovnicí odbojářky Anny Šrámkové, která byla v přímém kontaktu s Janem Zelenkou-Hajským, a  do jednoho z pražských bytů přivedla Jozefa Gabčíka a Jana Kubiše.  S dalším ubytováním ji pomohla Marta Johanovská, když pro tyto účely získala Petra Fafku. Sama pro parašutisty obstarávala potraviny.  Po svém  zatčení a při krutých výsleších Petr Fafek jméno Marty Johanovské neprozradil.

### Rodinný život
V roce 1922 se provdala za JUDr. Karla Johanovského, pracovníka Zemského správního výboru, v letech 1925–1948 ředitele Léčebného fondu veřejných zaměstnanců. Vychovali syny Karla a Jiřího.
Marta Johanovská zemřela 19. ledna 1964 v Praze ve věku 73 let.